# 馬騰
馬 騰（ば とう、? - 建安17年〈212年〉）は、中国後漢末期の将軍。字は寿成。司隷右扶風茂陵県の人。
有力な涼州軍閥の一人であり、後漢末期における涼州反乱軍の首魁となった。朝廷に対して反乱と帰順とを繰り返し、関中・隴右に割拠する代表勢力にまで成長したが、次第に曹操へ従属の意を示すようになった。入朝して九卿の位を得るに至ったが、人質としての役割も有していたため、後に子の馬超が起こした反乱に連座して処刑された。

## 生涯

### 涼州での台頭
後漢初期の名将馬援の子孫。関中豪族である扶風馬氏の本貫は右扶風茂陵県（陝西省興平市北東）に属するが、馬騰の実際の出生地は涼州の隴西郡（甘粛省南部）である。父の馬平は桓帝の時代、天水郡蘭干県の県尉（副長官）だったが、官位を失った後も隴西に留まり、羌と雑居した。家が貧しく妻がいなかった馬平はついに羌の娘を娶り、この二人の間に馬騰が生まれた。馬騰は若い頃、貧乏で土地も所持していなかったため、彰山で材木を伐採し、それを背負って城市で売りに行くことで生計を立てていた。成人した馬騰は、身長は8尺（約184cm）余りで体格に優れ、容貌も雄異、性格は温厚かつ賢明であったので、多くの人が尊敬したという。
中平元年（184年）、涼州刺史の耿鄙が佞吏を信用したため、氐や羌が反乱を起こした。さらに、北宮伯玉・李文侯・王国・韓遂・辺章といった者たちもこれに続いて反乱を起こしたため、耿鄙はこれらを鎮圧しようと郡内で勇敢な者を募集した。馬騰はこれに応じた。馬騰を見た役人たちは彼が只者ではないと見て軍従事に抜擢し、部隊を率いさせた。馬騰は期待通りに功績を挙げ、軍司馬に任じられた。
中平4年（187年）4月、耿鄙が韓遂に殺害されると、馬騰は韓遂ら反乱勢力に加わり、三輔に侵入した。中平5年（188年）に陳倉を包囲したが、落城には至らず、中平6年（189年）2月、援軍の皇甫嵩によって撃破された。馬騰らは王国を追放して閻忠を強制的に主としたが、閻忠が病死すると相争うようになり、反乱の勢いは減じた。

### 李傕・郭汜政権への参入
永漢元年（189年）、董卓は新たに献帝を擁立した。しかし、朝廷での専権に対する反発が起きたことを受け、初平元年（190年）に長安へと遷都した。その際、馬騰は韓遂と共に、関東諸将による反董卓連合軍に対抗する戦力として、董卓の招きに応じて出仕した。馬騰は軍功を挙げて偏将軍となった。初平3年（192年）、董卓が暗殺され李傕と郭汜が政権を握ると、馬騰は韓遂と同様、李傕たちに対して恭順し、征西将軍となって郿県に駐屯した。後に征東将軍に転じた。李傕・郭汜政権において、馬騰は羌氐の反乱鎮圧に従事していた。
その後、馬騰は李傕に対して、自身の兵に与える穀物を融通するよう要求し、池陽県に駐屯地を移したが、聞き入れられなかったことから李傕らと対立した。そのため益州刺史の劉焉と手を結び、馬宇・劉範・杜稟らの協力を得て長安襲撃を計画した。韓遂は軍勢を率いて両者を和解させようとしたが、結局は馬騰に合流することとなった。一方、李傕は郭汜・樊稠・李利を出撃させ、興平元年（194年）3月、長平観で馬騰らと交戦した。しかしここで長安襲撃計画が漏洩したため、馬宇・劉範は槐里に逃亡した。また、長平の王承らも馬騰に危害を加えられることを恐れ、馬騰が出撃し防備のなくなったところを攻撃した。軍が壊滅した馬騰は涼州まで潰走したものの、同年4月、慰撫の目的から安狄将軍の称号を与えられた。

### 曹操政権との交渉
建安3年（198年）、李傕は段煨らにより誅殺され、曹操陣営が政権の中枢となった。一方、涼州に戻った馬騰と韓遂は、義兄弟の契りを結び仲睦まじくしていたにもかかわらず、建安初頭には互いに攻撃しあうようになっていた。隴右から関中への進出もまた同時に行われていた。韓遂は馬騰に攻撃され敗走したが、再び軍勢を集めて反撃し、馬騰の妻子を殺した。このため和睦は困難なものとなり、戦が絶えなかったという。曹操の派遣した司隷校尉の鍾繇および涼州牧の韋端の仲介を経て、馬騰・韓遂間の争いは収まったが、両者の緊張関係は解消されなかった。彼らはそれぞれ子を人質として入朝させた。また馬騰は召し返されて槐里に駐屯し、前将軍・仮節となり、槐里侯に封じられた。北方では胡族の侵入に備え、東方では白騎に備えた。また士人を厚遇して賢者を推挙し、民衆を労わったため、三輔は安定し、人々は馬騰のことを非常に敬愛したという。
建安5年（200年）の官渡の戦いで袁紹が曹操に敗れた後、残党勢力の袁尚は、南匈奴の単于である呼廚泉と合流し、建安7年（202年）には河東へと侵攻していた。曹操は当時、傍観する関中の諸勢力を味方につけようと画策していた。鍾繇は張既を使者として馬騰の下に派遣し、袁尚麾下の郭援・高幹を討伐するよう説得した。馬騰ははじめ郭援に内応していたが、傅幹の勧めも受け、子の馬超および1万余りの兵を派遣して鍾繇の下に合流させ、郭援軍の撃破に貢献した。また馬騰は同年に征南将軍を拝命し、さらには開府を許された。その後も曹操の援軍要請に応え、部将の龐徳と共に高幹・張晟・張琰・衛固らの討伐に参加した。曹操政権は鍾繇を通じて関中の間接的統治を行い、現地において有力な勢力である馬騰・韓遂を利用していた。

### 入朝と刑死
建安13年（208年）、曹操は荊州遠征（赤壁の戦い）で南進する際、馬騰らが関中に割拠していることを危惧した。手始めに辟召した馬超が応じなかったため、曹操は、張既を馬騰のもとに派遣して、部曲を解散した上で入朝するよう説得した。馬騰は承諾したものの、すぐには入朝しなかった。馬騰の心変わりを恐れた張既は、諸県に命令書を送って食糧を用意し、太守に郊外まで出迎えさせた。馬騰はやむを得ず出立し、同年12月、衛尉となった。森本淳によれば、馬騰の入朝は、曹操が圧倒的に優勢である当時の状況においては、もはや独立を保つことが難しいという判断を受けてのものだという。同時に、子の馬休は奉車都尉に、馬鉄は騎都尉に任じられた。馬騰は一族ともども鄴に移住し、実質的に曹操の人質となった。根拠地にひとり留まった馬超は、解体された馬騰の軍勢を引き継ぎ、韓遂と並んで関隴地帯の主力となった。
建安16年（211年）3月、馬超をはじめとする関隴諸将は、曹操による漢中侵攻の動きに疑念を抱いた結果、抵抗することを選び、同年7月から9月にかけて曹操軍と交戦したものの、大敗した（潼関の戦い）。馬超は降伏せず、涼州へと逃げのびた。そして翌年の建安17年（212年）1月、諸戎（西方の非漢族ら）の渠帥（少数民族の首領）たちを率いた馬超は隴上で蜂起し、ほぼ全ての郡県からの呼応も相まって、隴右を席巻した。
建安17年（212年）5月、馬騰は馬超の反乱に連座して誅殺され、三族皆殺しとなった。

## 『三国志演義』での馬騰
小説『三国志演義』（以下『演義』）において、馬騰は漢王朝への忠誠を尽くす人物として描かれている。特に、現在最も普及している、毛宗崗によって編纂された版本（毛宗崗本）では、馬騰の忠誠心がより一層強調される傾向にある。この改変は、子の馬超が後漢の継承者たる蜀漢ならびに劉備へ帰順するため、忠心を持った善人としての描写を要求されたことが原因となっている。また、後漢建国の功臣である馬援の子孫であるからには、王朝に対して忠実であるのが道理であり、史実のように董卓に与するような存在であってはならないという意識も働いていると考えられる。なお、馬騰の死に関する時系列の逆転は、『演義』以前に成立した元代の雑劇や『三国志平話』などにおいて、すでに見出すことができる。
『演義』の馬騰は、賊軍討伐という名目のもと、韓遂と共に長安へと押し寄せる。献帝からの密勅を受けて李傕・郭汜の軍勢と交戦するも、長安を陥落させるには至らないまま西涼に撤退する。その後、董承を中心に打ち立てられた曹操暗殺計画にも名を連ねている。劉備が勢力を伸ばし始めた頃、馬騰はその対抗策として許昌に呼ばれるが、そこで黄奎と共に曹操暗殺を謀る。しかし、黄奎が妾に詳細を話したことがきっかけで計画が漏れた結果、複数の曹操配下による襲撃を受けて重傷を負う。逮捕されてもなお馬騰は曹操を激しく罵り、同じく上京していた子の馬休・馬鉄もろとも殺害されてしまう。そして、唯一脱出に成功した馬岱から経緯を聞いた馬超は、曹操に対して反旗を翻すに至る。